# 浜辺纏
浜辺 纏（はまべ まとい、2005年6月22日 - ）は、日本の女性プロレスラー。千葉県いすみ市出身。身長155cm、体重56.5kg。スターダム所属。

## 所属
- スターダム（2024年 - ）

## 経歴
2024年
- 2024年4月に練習生としてスターダムに入門。
- 2024年11月16日（日）『NEW BLOOD WEST 2』大阪府アゼリア大正ホール大会にて、羽南戦でデビュー。（9分37秒、逆エビ固めで羽南の勝利）[1]

## 人物
- 憧れの選手は朱里とスターライト・キッドとエル・デスペラード。
- 兄の影響で幼少期に柔道を習い始め、中学と高校では52キロ級で県大会出場の実績を持つ[2]。
- 父親の影響で新日本プロレスにハマり、高校卒業後にスターダムに入門。
- 趣味はアニメ。好きな作品は『ダンダダン』と『合コンに行ったら女がいなかった話』。
- 特技はヘッドスプリング、ハンドスプリング。

## 得意技
ドロップキック

## 入場曲
sunshine beach
デビュー戦時から使用。音源はスターダム公式アプリから視聴可能。